# Línea 546 (Montevideo)
La línea 546 de la red de transporte urbano de Montevideo une Portones Shopping con el barrio Belvedere. 

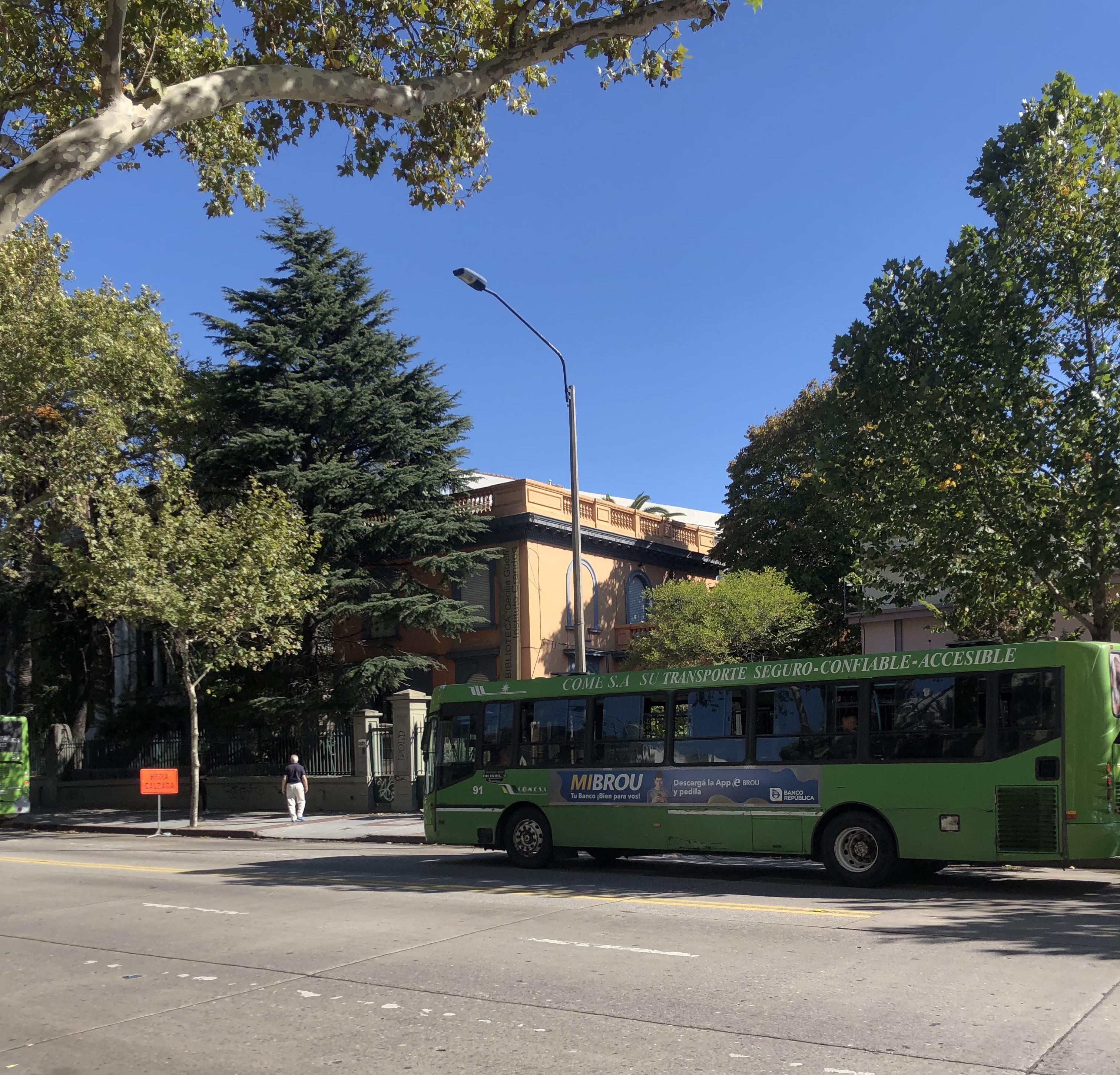
Circulando por la Avenida 8 de Octubre.

## Historia
Fue creada a mediados de los años sesenta como línea 46 uniendo en sus inicios la Estación Manga con el Cerro de Montevideo. 
Al poco tiempo de su creación, tras la reorganización de líneas de parte del gobierno departamental, a la Corporación de Ómnibus Micro-Este se le asignó la centena 5 para todas sus líneas, adoptando la denominación que lleva hasta la actualidad. 
La línea también tendría ciertas modificaciones en su recorrido, ya que comenzaría a unir el barrio de Belvedere con la Cruz de Carrasco, para posteriormente, en los años noventa, con la apertura de Portones Shopping extender su recorrido hacia dicho centro comercial, específicamente en la terminal homónima.

## Características
En los días hábiles cuenta con una frecuencia diaria de ocho minutos, en los fines de semana y festivos su frecuencia es de entre quince y treinta minutos. 

### Frecuencias
| Lunes a viernes                  | Salida | Unión (Pan de Azúcar) | Barrio Reus (Justicia) | Llegada |
| -------------------------------- | ------ | --------------------- | ---------------------- | ------- |
| Primer salida desde Portones     | 04:29  | 04:39                 | 04:58                  | 05:17   |
| Primer salida desde Portones con | 05:25  | 05:39                 | 06:04                  | 06:26   |
| Última salida desde Portones     | 23:50  | 00:04                 | 00:29                  | 00:49   |
| Última salida desde Portones con | 23:25  | 23:39                 | 00:04                  | 00:24   |

| Lunes a viernes                   | Salida | Barrio Reus (Justicia) | Unión (Pan de Azúcar) | Llegada |
| --------------------------------- | ------ | ---------------------- | --------------------- | ------- |
| Primer salida desde Belvedere     | 04:40  | 05:01                  | 05:24                 | 05:38   |
| Primer salida desde Belvedere con | 05:08  | 05:29                  | 05:52                 | 06:06   |
| Última salida desde Belvedere     | 23:45  | 00:05                  | 00:28                 | 00:40   |
| Última salida desde Belvedere con | 23:20  | 23:43                  | 00:07                 | 00:22   |

## Recorridos
Círcula por algunos barrios montevideanos como: Carrasco Norte (por la Avenida Bolivia), La Cruz de Carrasco, Malvín Norte, Unión, La Blanqueada, Jacinto Vera, La Comercial, Villa Muñoz, Goes, Aguada, Arroyo Seco, Reducto, Prado, Paso Molino y Belvedere.
| - (Terminal Portones) - Avenida Bolivia - Camino Carrasco - Juan Julio Raissingier - Avenida 8 de Octubre - Avenida José Garibaldi - Bulevar Artigas - Cuñapirú - Doctor Juan José de Amézaga - Justicia - Profesor Juan Carlos Patrón - Inca - Domingo Aramburú - Avenida Millán - Grito de Asencio - Julia Guarino Fietcher - Bulevar Artigas - Avenida Agraciada - San Quintín - Juan B.Pandiani - Avenida Carlos María Ramírez - Carlos de la Vega - Madre Francisca Rubatto - Doctor Pedro Visca - Belvedere | - Belvedere - Doctor Pedro Visca - Av. Carlos María Ramírez - Avenida Agraciada - Maturana - Bulevar Artigas - Avenida Millán - Blandengues - Arenal Grande - Justicia - Doctor Juan José de Amézaga - Avenida José Garibaldi - Manuel Albo - Gerardo Grasso - Avenida José Garibaldi - Avenida 8 de Octubre - Pan de Azúcar - Camino Carrasco - Avenida Bolivia - Guillermo Arrospide - Catania - Messina - (Terminal Portones) |